# William Cavendish-Bentinck, 3:e hertig av Portland
William Henry Cavendish-Bentinck, 3:e hertig av Portland, född den 14 april 1738, död den 30 oktober 1809, son till  William Bentinck, 2:e hertig av Portland (1708–1762), brittisk statsman, stärkte ytterligare släktens förbindelser med de stora whigfamiljerna genom sitt giftermål med lady Dorothy Cavendish (1750–1794), dotter till William Cavendish, 4:e hertig av Devonshire, och lade till sitt eget även namnet Cavendish. (De av familjens medlemmar, som bar detta i dopnamn, skrev sig dock endast Bentinck. På svärdssidan dog denna linje ut 1990).
Barn:
- William Henry Cavendish-Scott-Bentinck, 4:e hertig av Portland (1768–1854); gift med Henrietta Scott (d. 1844)
- Lord William Bentinck, generalguvernör av Indien (1774–1839); gift med Lady Mary Acheson (d. 1843)
- Lady Charlotte Cavendish-Bentinck (1775–1862); gift med Charles Greville
- Lady Mary Cavendish-Bentinck (1779–1843)
- Lord William Charles Augustus Cavendish-Bentinck (1780–1826); gift 1:o med Georgiana Augusta Seymour (d. 1813); gift 2:o med Anne Wellesley (1788–1875)
- Lord Frederick Guy Cavendish-Bentinck (1781–1828); gift med Lady Mary Lowther (1785–1862)

Bentinck innehade en underordnad plats i Rockinghams ministär 1765, förde sedan en häftig opposition mot hertigen av Grafton och lord North samt blev 1782 i Rockinghams andra ministär lordlöjtnant på Irland. Den berömda kombinationen mellan Charles James Fox och lord North gjorde honom till premiärminister (april-december 1783). Till följd av rädsla för franska revolutionen närmade han sig alltmera Pitt d.y., var 1794–1801 inrikesminister och visade sig som sådan synnerligen verksam, bland annat vid kuvandet av det irländska upproret 1798 och unionsaktens genomförande.
Bentinck kvarstannade även i Henry Addingtons kabinett (som lordpresident) och förmåddes 1807, mycket emot sin vilja, att ånyo överta befattningen som premiärminister. Den gamle hertigen var nu ganska skröplig och förmådde föga uträtta; den egentliga makten låg hos hans unge kolleger Castlereagh och Canning; deras beryktade duell skakade kabinettets ställning och påskyndade hertigens död.